# Fase di Berry
La fase di Berry, introdotta dal fisico britannico Michael Berry, è la fase acquistata da uno stato quantistico a seguito di una variazione adiabatica ciclica dell'Hamiltoniana descrivente la dinamica del sistema.
Tale fase è anche detta fase geometrica poiché dipende dalla geometria dello spazio degli stati quantistici per il sistema in esame, in contrapposizione alla fase dinamica che è acquistata da un autostato della Hamiltoniana durante la sua evoluzione temporale, dettata dalla soluzione dell'equazione di Schrödinger.

## Definizione
Si consideri un sistema descritto da un'Hamiltoniana {\displaystyle {\mathit {H}}} e da uno stato quantistico 
{\displaystyle |\psi \rangle }.
Supponiamo che {\displaystyle {\mathit {H}}} dipenda da un parametro λ reale e che esso vari nel tempo. Partendo da una situazione iniziale che vede il sistema nell'm-esimo autostato dell'Hamiltoniana {\displaystyle {\mathit {H}}{\bigl (}\lambda (t_{0}){\bigr )}}, se la variazione del parametro è sufficientemente lenta, il teorema adiabatico stabilisce che a un tempo successivo t il sistema si troverà ancora nell'm-esimo autostato della nuova Hamiltoniana {\displaystyle \mathrm {H} {\bigl (}\lambda (t){\bigr )}}. 
In formule:
{\displaystyle {\bigl |}\psi (t){\bigr \rangle }=e^{i\theta (t)}{\bigl |}\psi (t_{0}){\bigr \rangle }=e^{i\theta (t)}{\bigl |}m(t_{0}){\bigr \rangle }=\mathrm {exp} {\bigg (}{\frac {i}{\hbar }}\int _{t_{0}}^{t}E_{m}{\bigl (}\lambda (t'){\bigr )}\,\mathrm {d} t'{\bigg )}e^{i\gamma (t)}{\bigl |}m(t_{0}){\bigr \rangle }},
dove nell'ordine sono stati usati il teorema adiabatico, la condizione iniziale e una conveniente riscrittura della fase acquistata per distinguere il contributo dinamico da quello geometrico  {\displaystyle \gamma (t)}; quest'ultimo definisce la fase di Berry.

## Spin in campo magnetico
Per come è stata qui definita, la fase di Berry è un semplice artificio formale, dato che non è garantito che essa sia diversa da zero per qualche reale sistema fisico.
Un esempio concreto in cui tale fase si manifesta si ottiene considerando una particella di spin {\displaystyle l} interagente in un campo magnetico {\displaystyle B}. L'Hamiltoniana di tale interazione è data da 
{\displaystyle {\mathit {H}}=\alpha {\vec {S}}\cdot {\vec {B}}},
dove {\displaystyle \alpha } è una costante opportuna, {\displaystyle {\vec {S}}} è lo spin della particella e {\displaystyle {\vec {B}}} il campo;
in questo caso, il campo viene considerato come il parametro per l'Hamiltoniana. Supponiamo che all'inizio esso sia parallelo all'asse {\displaystyle z} e che il sistema si trovi nell'autostato di {\displaystyle S_{z}} relativo all'autovalore {\displaystyle m\hbar } (che è anche autostato dell'energia); si può dimostrare allora che la fase di Berry del campo associata a un cammino chiuso {\displaystyle C} è data da 
{\displaystyle \gamma (C)=m\int _{\Sigma }{\frac {\mathrm {d} B}{B^{2}}}=m\Omega (\Sigma )}
dove {\displaystyle \Sigma } è una superficie che ha {\displaystyle C} come frontiera, e si è indicato con {\displaystyle \Omega (\Sigma )} l'angolo solido di tale superficie.

## Applicazioni
La fase di Berry è stata utilizzata per descrivere l'effetto Aharonov-Bohm e l'effetto Jahn-Teller.